# ALCATRAZ/アルカトラズ
『ALCATRAZ/アルカトラズ』（Alcatraz）は、エリザベス・サーノフ、スティーヴン・リリアン、ブライアン・ウィンブラント企画、バッド・ロボット・プロダクションズ製作のアメリカ合衆国のテレビドラマである。2012年1月16日にミッドシーズン番組としてフォックスで放送が始まった。
シリーズでは1963年の閉鎖前夜、受刑者と看守の総勢302名が忽然と消する事件が起こったアルカトラズ刑務所の謎が描かれる。出演はサラ・ジョーンズ、ホルヘ・ガルシア、サム・ニール、パーミンダ・ナーグラである。2012年5月9日に番組は打ち切りが発表された。

## ストーリー
1963年3月21日、アルカトラズ島の世にも有名な刑務所は閉鎖され、受刑者達は他の刑務所に移された。しかし、それは表向きのことで実際は閉鎖される前夜、受刑者・看守消失事件が起こった。受刑者256名＋看守46名、総数302名が忽然と消えたのだ。
そして、50年の時を越えて当時の姿のまま彼らは何故か1人ずつ帰還しては凄惨な事件を引き起こす。かくして63年組（受刑者＋看守）＋黒幕vsレベッカらの戦いの火蓋は切られた。63年組の捕縛および謎の解明、彼らを地下に建設した"現代のアルカトラズ"収監を任務とするサウザー率いるFBIの特殊部門であるレベッカらの道のりは険しく遠い。

## キャスト
レベッカ・マドセン
演 - サラ・ジョーンズ、日本語吹替 - 皆川純子
サンフランシスコ市警の女性刑事。ある殺害現場に残された指紋がアルカトラズに収容されていた囚人のものであったことに興味を惹かれ、ドクとエマーソンと共に独自の捜査を開始する。祖父はかつてアルカトラズ刑務所に収監されたトミー・マドセン。
ドクター・ディエゴ・"ドク"・ソト
演 - ホルヘ・ガルシア、日本語吹替 - 高戸靖広
レベッカの相棒。刑事司法の博士号を持つ、アルカトラズ研究の第一人者。アルカトラズに関する本も出版しており、アルカトラズの歴史、収容されていた囚人に関する知識が豊富で顔や名前のみならず、犯罪の手口まで熟知している。
エマーソン・ハウザー
演 - サム・ニール、日本語吹替 - 小川真司
レベッカをスカウトした張本人で、部門のリーダー。FBIのエージェントと名乗っているが、ドクによれば彼の名は職員リストにはないという謎多き存在。一連の事件について有力な情報を知っていてその目的のために動いていると思われるのだが、レベッカやディエゴに明かさないために2人からは不審がられている。1963年、サンフランシスコ市警の若き警官として、全囚人と看守が消えた直後のアルカトラズを発見している数少ない当事者の一人。
ルーシー・バナジー
演 - パーミンダ・ナーグラ、日本語吹替 - 兼田奈緒子
エマーソンの右腕として政府組織で働く。分析と心理学の権威。現代（2010年代）では第2話で狙撃犯コブに撃たれて昏睡状態に陥った。
エドウィン・ジェームズ
演 - ジョニー・コイン、日本語吹替 - 菅生隆之
1960年代のアルカトラズ刑務所所長。凶悪な囚人たちからも恐れられる存在。
E・B・ティラー
演 - ジェイソン・バトラー・ハーナー、日本語吹替 - 川本克彦
1960年代のアルカトラズ刑務所副所長。ジェームズ所長からの信頼が厚い。
レイ・アーチャー
演 - ロバート・フォスター、日本語吹替 - 藤本譲
トミー・マドセンの弟。看守としてアルカトラズに入った初日にトミー・マドセンに襲われ額を割られる。レベッカの両親の死後、親代わりとしてレベッカを育てる。

### 複数回出演
- トミー・マドセン

演 - デヴィッド・ホフリン、日本語吹替 - 井木順二
- ミルトン・ボーレガード

演 - レオン・リッピー、日本語吹替 - 玉野井直樹
- ニッキー

演 - ジーナン・グーセン
- ジャック・シルヴェイン

演 - ジェフリー・ピアース、日本語吹替 - 津田健次郎

### ゲスト出演
- ジョー・エジェンダー
- マイケル・エクランド
- エリック・ジョンソン（英語版）
- ジェームズ・ピッツィナート
- アダム・ローゼンバーグ（英語版）
- グレアム・シールズ
- トラヴィス・アーロン・ウェイド
- テオ・ロッシ
- マハーシャラ・アリ
- ラミ・マレック
- グレッグ・エリス
- ブレンダン・フレッチャー
- ジム・パラック（英語版）
- フランク・ホエーリー
- ロビー・アメル

## エピソード
| No. | タイトル                                    | 監督                     | 脚本 | 放送日        | プロダクション コード | 合衆国視聴者数 （百万人） |
| --- | ------------------------------------------- | ------------------------ | --- | ------------- | --------------------- | ------------------------- |
| 1 | "アルカトラズの闇" "Pilot"                  | ダニー・キャノン         | スティーヴン・リリアン、ブライアン・ウィンブラント & エリザベス・サーノフ                                | 2012年1月16日 | 296790                | 10.05                     |
| アルカトラズ島で囚人消失事件が発生して数十年後、FBI捜査官のエマーソン・ハウザーとサンフランシスコ市警刑事のレベッカ・マドセンは殺人事件容疑者のジャック・シルヴェインを追っていた。捜査により、シルヴェインはアルカトラズの元受刑者であることが判明する。 |                                             |                          | |               |                       |                           |
| 2 | "狙撃犯 コブ" "Ernest Cobb"                 | ジャック・ベンダー       | アリソン・バリアン                                                                                       | 2012年1月16日 | 2J6052                | 10.05                     |
| 3 | "児童誘拐犯 ネルソン" "Kit Nelson"          | ジャック・ベンダー       | ジェニファー・ジョンソン                                                                                 | 2012年1月23日 | 2J6053                | 9.03                      |
| 4 | "銀行強盗犯 スウィーニー" "Cal Sweeney"     | ブラッド・アンダーソン   | ロバート・ハル                                                                                           | 2012年1月30日 | 2J6055                | 8.44                      |
| 5 | "看守 ヘイスティングス" "Guy Hastings"      | チャールズ・ビーソン     | スティーヴン・リリアン & ブライアン・ウィンブラント                                                      | 2012年2月6日  | 2J6056                | 6.91                      |
| 6 | "爆弾魔 ペティ" "Paxton Petty"              | ポール・エドワーズ       | 脚本: スティーヴン・リリアン、ブライアン・ウィンブラント & ロバート・ハル 原案: ジェニファー・ジョンソン | 2012年2月13日 | 2J6058                | 6.24                      |
| 7 | "毒殺犯 マッキー" "Johnny McKee"            | ブラッド・ターナー       | トニ・グラフィア                                                                                         | 2012年2月20日 | 2J6054                | 5.98                      |
| 8 | "エイムズ兄弟 脱獄事件" "The Ames Brothers" | ニック・コパス           | ロバート・ハル                                                                                           | 2012年3月5日  | 2J6059                | 5.82                      |
| 9 | "営利誘拐犯 バーネット" "Sonny Burnett"     | ポール・エドワーズ       | 脚本: トニ・グラフィア & ロバート・ハル 原案: トニ・グラフィア                                           | 2012年3月5日  | 2J6060                | 5.47                      |
| 10 | "料理人 モンゴメリー" "Clarence Montgomery" | ジャック・ベンダー       | リー・ダナ・ジャクソン                                                                                   | 2012年3月12日 | 2J6057                | 5.07                      |
| 11 | "バイオリン弾き ポーター" "Webb Porter"     | ジャック・ベンダー       | スティーヴン・リリアン & ブライアン・ウィンブラント                                                      | 2012年3月19日 | 2J6061                | 5.04                      |
| 12 | "策士 スティルマン" "Garrett Stillman"      | イーグル・エギルッソン   | リー・ダナ・ジャクソン & コールマン・ハーバート                                                          | 2012年3月26日 | 2J6062                | 4.78                      |
| 13 | "マドセンという運命" "Tommy Madsen"         | アーロン・リップスタッド | ダニエル・パイン & ジェニファー・ジョンソン                                                              | 2012年3月26日 | 2J6063                | 4.75                      |

## 製作

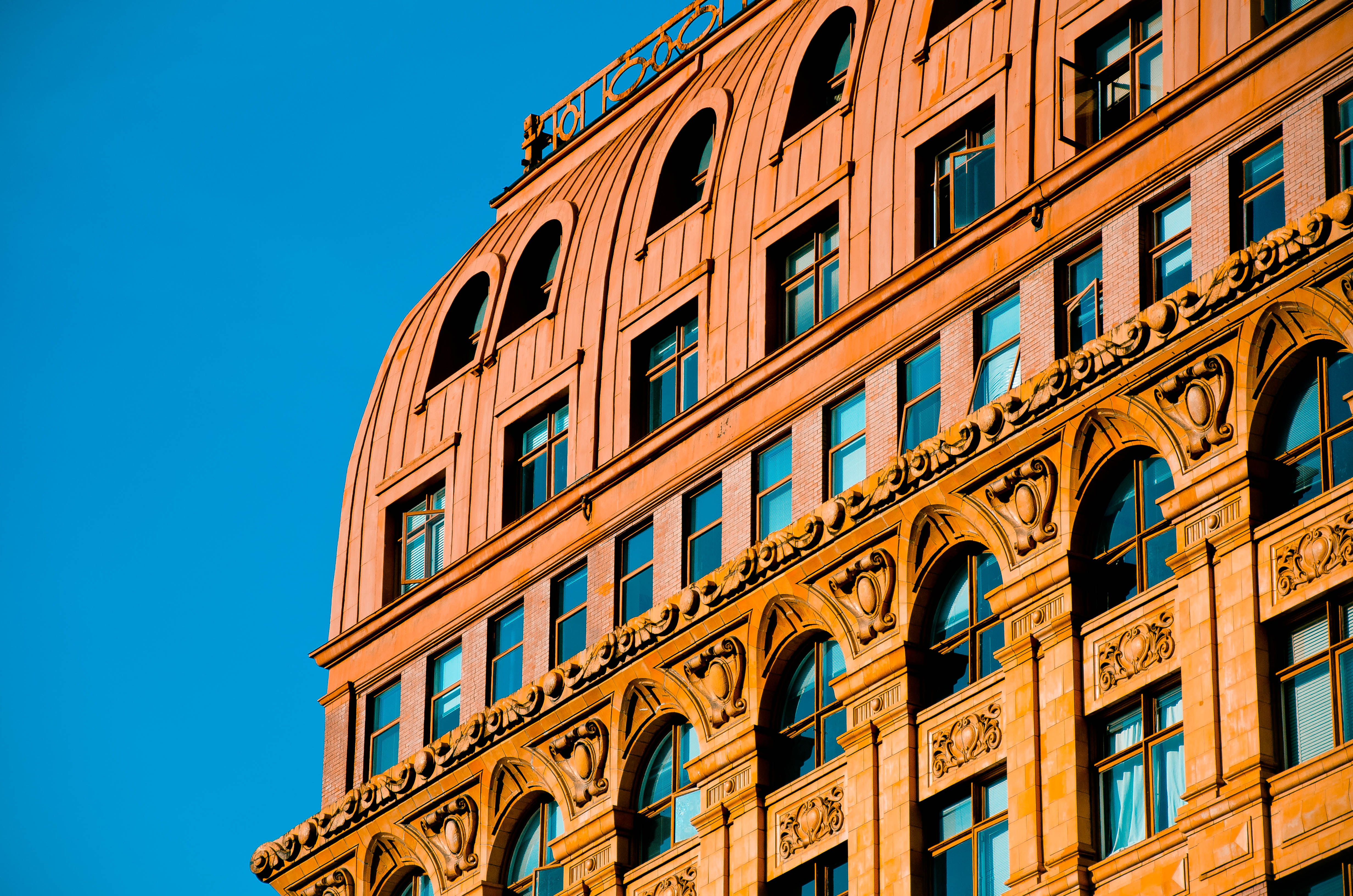
第2話で使われたトロント・ドミニオン銀行。

2011年11月、シリーズの共同企画者のエリザベス・サーノフが製作総指揮の立場から降板した。サーノフは「エグゼクティブコンサルタント」として残った。
初回はバンクーバーとサンフランシスコで撮影された。

## 評価

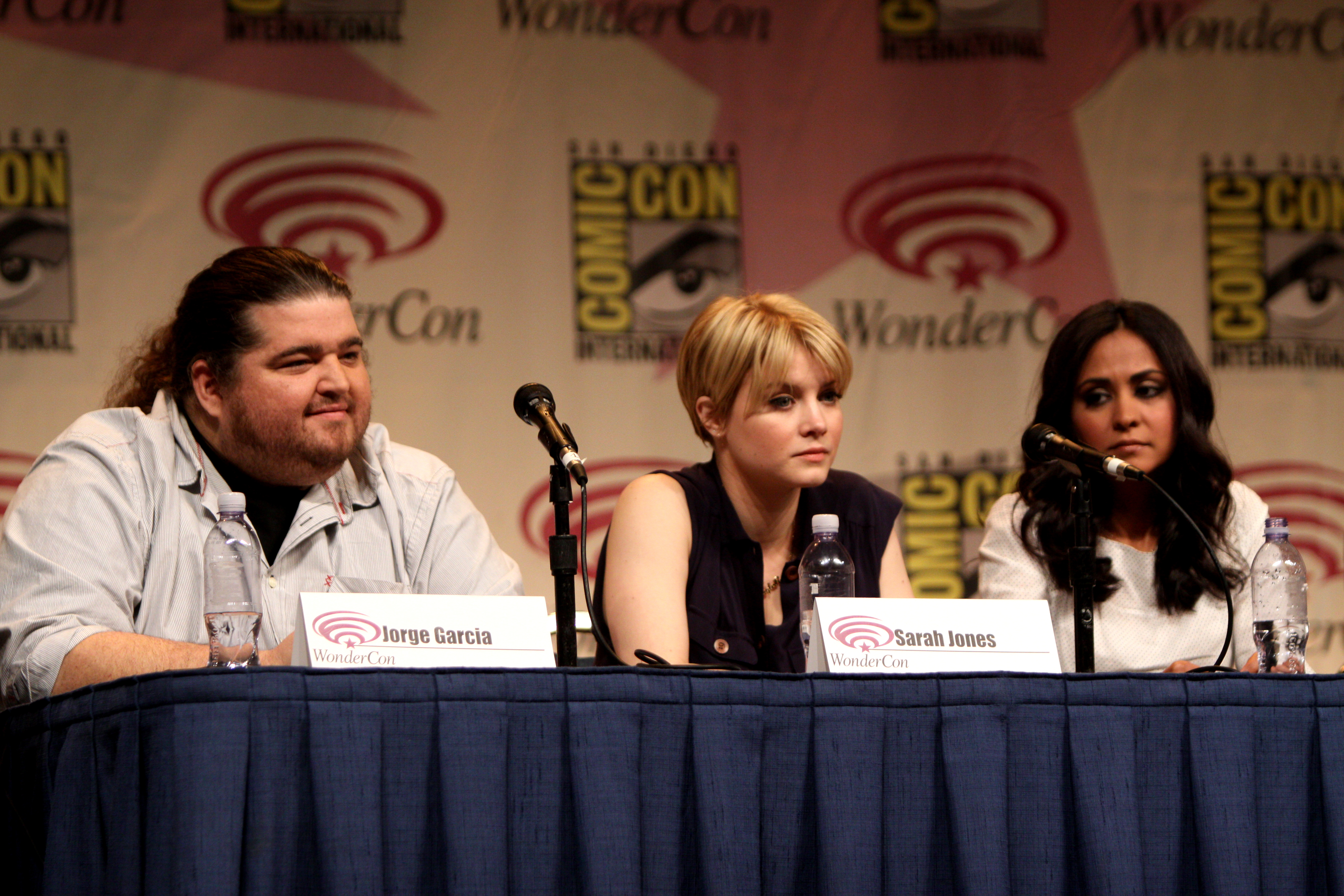
2012年のワンダーコンでプロモーションをするホルヘ・ガルシア、サラ・ジョーンズ、パーミンダ・ナーグラ。

2011年6月、『ALCATRAZ/アルカトラズ』は既に第1話を視聴済みであったジャーナリストによって第1回批評家選出テレビ賞の「最もエキサイティングな新シリーズ」部門で8本のうちの1本に選ばれた。Metacriticでは63/100となった。
シリーズは初回で合衆国視聴者数1000万人以上を獲得したが、最終回では475万人まで減少した。イギリスでは2012年3月15日に始まり、視聴者数49万6000人を獲得し、Watch channelの同時間帯では2011年の『Dynamo: Magician Impossible』以来最高の滑り出しとなった。

### 合衆国レイティング
| シーズン | 話数 | タイムスロット（ET/PT） | 初回          | 初回                   | 最終回        | 最終回                   | テレビシーズン | ランク | 視聴者数 （万人） |
| シーズン | 話数 | タイムスロット（ET/PT） | 日付          | 初回 視聴者数 （万人） | 日付          | 最終回 視聴者数 （万人） | テレビシーズン | ランク | 視聴者数 （万人） |
| -------- | ---- | ----------------------- | ------------- | ---------------------- | ------------- | ------------------------ | -------------- | ------ | ----------------- |
| 1        | 13   | 月曜 9:00 PM            | 2012年1月16日 | 10.05                  | 2012年3月26日 | 4.75                     | 2011-12        | #46    | 9.56              |

## 国際放送
| 放送国・地域     | 放送局               | 放送日        | 出典   |
| ---------------- | -------------------- | ------------- | ------ |
| オーストラリア   | ナイン・ネットワーク | 2012年2月13日 | [ 19 ] |
| カナダ           | Citytv               | 2012年1月16日 | [ 20 ] |
| デンマーク       | Kanal 5              | 2012年3月11日 | [ 21 ] |
| フィンランド     | Sub                  | 2012年9月2日  | [ 22 ] |
| アイルランド     | Watch                | 2012年3月13日 | [ 23 ] |
| イスラエル       | HOT                  | 2012年3月     | [ 24 ] |
| ポルトガル       | RTP2                 | 2012年3月16日 | [ 25 ] |
| 南アフリカ共和国 | M-Net and M-Net HD   | 2012年5月29日 | [ 26 ] |
| スペイン         | ラ・セクスタ         | 2012年2月8日  | [ 27 ] |
| スウェーデン     | TV4                  | 2012年4月9日  | [ 28 ] |
| イギリス         | Watch                | 2012年3月13日 | [ 23 ] |